# Mesochorus paraensis
Mesochorus paraensis är en stekelart som beskrevs av Dasch 1974. Mesochorus paraensis ingår i släktet Mesochorus och familjen brokparasitsteklar. Inga underarter finns listade i Catalogue of Life.